# 11014 Svätopluk
11014 Svätopluk là một tiểu hành tinh vành đai chính với chu kỳ quỹ đạo là 1577.3450487 ngày (4.32 năm).
Nó được phát hiện ngày 23 tháng 8 năm 1982.